# Anna Reinach
Anna Reinach (* 21. Juni 1884 in Stuttgart als Anna Stettenheimer; † 29. Dezember 1953 in München) war eine der ersten regulären Abiturientinnen Württembergs und promovierte Physikerin.

## Leben
Anna Stettenheimer wurde am 21. Juni 1884 als Tochter des Kaufmanns Albert Stettenheimer (1850–1900) und seiner Ehefrau Clara Weil (1863–1921) in Stuttgart geboren. Sie gehörte zu den drei Schülerinnen im Gründungsjahrgang 1899 des Stuttgarter Mädchengymnasiums. Diese drei waren 1904, zusammen mit einer weiteren Schülerin, die ersten Abiturientinnen. Nachdem im selben Jahr durch königlichen Erlass das Frauenstudium an der Universität Tübingen möglich wurde, immatrikulierte sie sich dort für das Fach Medizin. Sie wechselte dann aber zum Fach Physik und promovierte 1907 mit einer Arbeit zum Thema „Eine absolute Messung des Zeemannphänomens“. 1911 und 1912 unterrichtete sie am Stuttgarter Mädchengymnasium.
Am 14. September 1912 heiratete sie in Mainz den Philosophen und Rechtstheoretiker Adolf Reinach. Zusammen mit ihm ließ sie sich 1916 in Göttingen durch die Taufe in die evangelische Kirche aufnehmen.
Den Tod ihres Mannes, der als Kriegsfreiwilliger am 16. November 1917 bei Diksmuide, Belgien, fiel, trug sie gefasst und beeindruckte mit dieser Haltung aus christlichem Glauben ihre Freundin Edith Stein so sehr, dass diese später darin den Anstoß zu ihrer Hinwendung zum Christentum sah. 1923 konvertierte Anna Reinach zum Katholizismus. Am 14. September 1937 trat sie als Oblatin in die Benediktinerabtei Beuron ein. 1938 legte sie unter dem Ordensnamen Sylvia die Oblation ab. Der Einfluss katholischer Freunde wie Pater Hermann Keller schützte sie, die jüdischer Abstammung war, bis 1942 vor Verfolgung durch die Nationalsozialisten. Sie musste keinen Judenstern tragen und erhielt normale Lebensmittelkarten. Dann aber musste sie wegen einer Denunziation fliehen. Über Paris kam sie nach San Sebastian (Spanien). Von dort kehrte sie 1950 nach München zurück.
1953, kurz vor ihrem Tod, erschien eine von ihr besorgte Neuauflage des Hauptwerkes ihres Mannes unter dem Titel Zur Phänomenologie des Rechts, die apriorischen Grundlagen des bürgerlichen Rechts.